# 拉亚戈讷
拉亚戈讷（法語：La Llagonne，法語發音：[la jagɔn] ⓘ）是法国东比利牛斯省的一个市镇，属于普拉德区。

## 地名
《世界地名译名词典》误将其按西班牙语译作“拉利亚戈内”。

## 地理
拉亚戈讷（42°31'35"N, 2°7'15"E）面积23.09 平方千米，位于法国奧克西塔尼大區东比利牛斯省，该省份为法国大陆部分最南部的省份，涵盖了北加泰罗尼亚，北起奥德省，西接阿列日省和安道尔，南与西班牙接壤，东临地中海。
与拉亚戈讷接壤的市镇（或旧市镇、城区）包括：马特马勒、科迪耶斯德孔夫朗、艾瓜泰比亚-塔洛、索托、蒙路易、拉卡巴纳斯、博尔凯尔、莱桑格勒。
拉亚戈讷的时区为UTC+01:00、UTC+02:00（夏令时）。

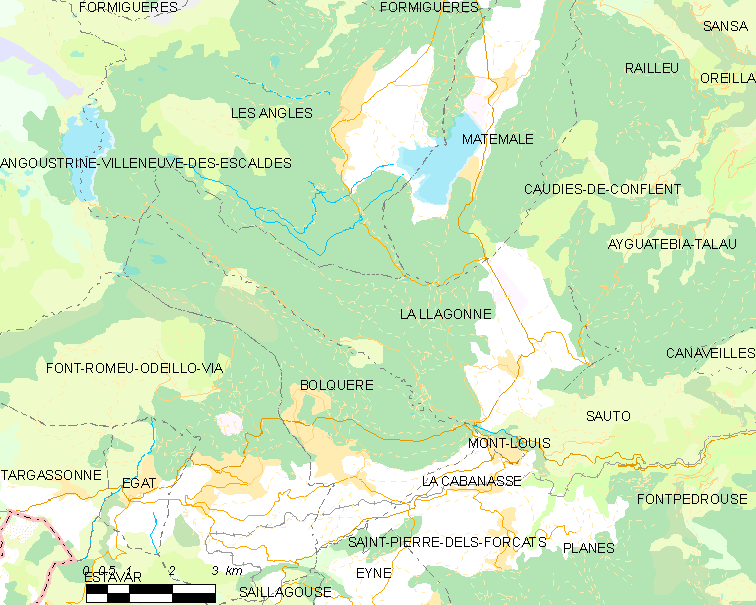
拉亚戈讷的OSM定位图

## 行政
拉亚戈讷的邮政编码为66210，INSEE市镇编码为66098。

## 政治
拉亚戈讷所属的省级选区为加泰罗尼亚比利牛斯县。

## 人口

1962-2008年间拉亚戈讷人口变化图示

拉亚戈讷于2022年1月1日时的人口数量为216人。